# Appel (Gelderland)
Appel is een buurtschap van de stad Nijkerk, in de gemeente Nijkerk, in de Nederlandse provincie Gelderland. Het bestaat uit boerderijen, woonhuizen en landhuizen omringd door weilanden en bossen. Ondanks dat de boerderijen en huizen ver uit elkaar staan, kan men toch spreken van een hechte gemeenschap.

## Walburg
In 2006 werd door de Nijkerkse amateurarcheoloog Leendert de Boer de Appelse walburg ontdekt, een duizend jaar oude ringwalburg. Het terrein beslaat 100 x 90 meter. In 2007 werd begonnen met onderzoek door de Rijksdienst voor het Cultureel Erfgoed dat in augustus 2011 werd afgerond en gepresenteerd aan de gemeente Nijkerk. Volgens de rijksdienst is zo’n groot archeologisch complex voor Nederland zeldzaam. Behalve de walburg trof men een middeleeuwse versterking aan bestaande uit wallen, grachten, restanten van houten gebouwen en andere bewoningssporen. Verder stelden de onderzoekers vast dat in dit gebied op grote schaal moerasijzererts is gewonnen en dat binnen de omwalling een smid en bronsgieter moeten hebben gewerkt. De rijksdienst heeft de walburg aangewezen als archeologisch rijksmonument. Mogelijk gaat het hier om het Hamalandse landgoed Appeltervika dat in het jaar 960 werd vermeld op een beslechtingsoorkonde van Wichman IV toen het goed aan het Abdijvorstendom Elten werd geschonken.

## Bezienswaardigheden
- Landgoed Appel vormt een belangrijk deel van de buurtschap. Het bestaat uit landbouwgrond, heide en bos. Verder zijn er houtwallen, singels en lanen.
- Tussen Appel en Voorthuizen ligt het natuurgebied de Appelsche Heide.
- Aan de Barneveldseweg staat de in 1888 gebouwde en in 2006 gerestaureerde korenmolen De Hoop, ook wel de Appelse Molen genoemd.

## Fotogalerij

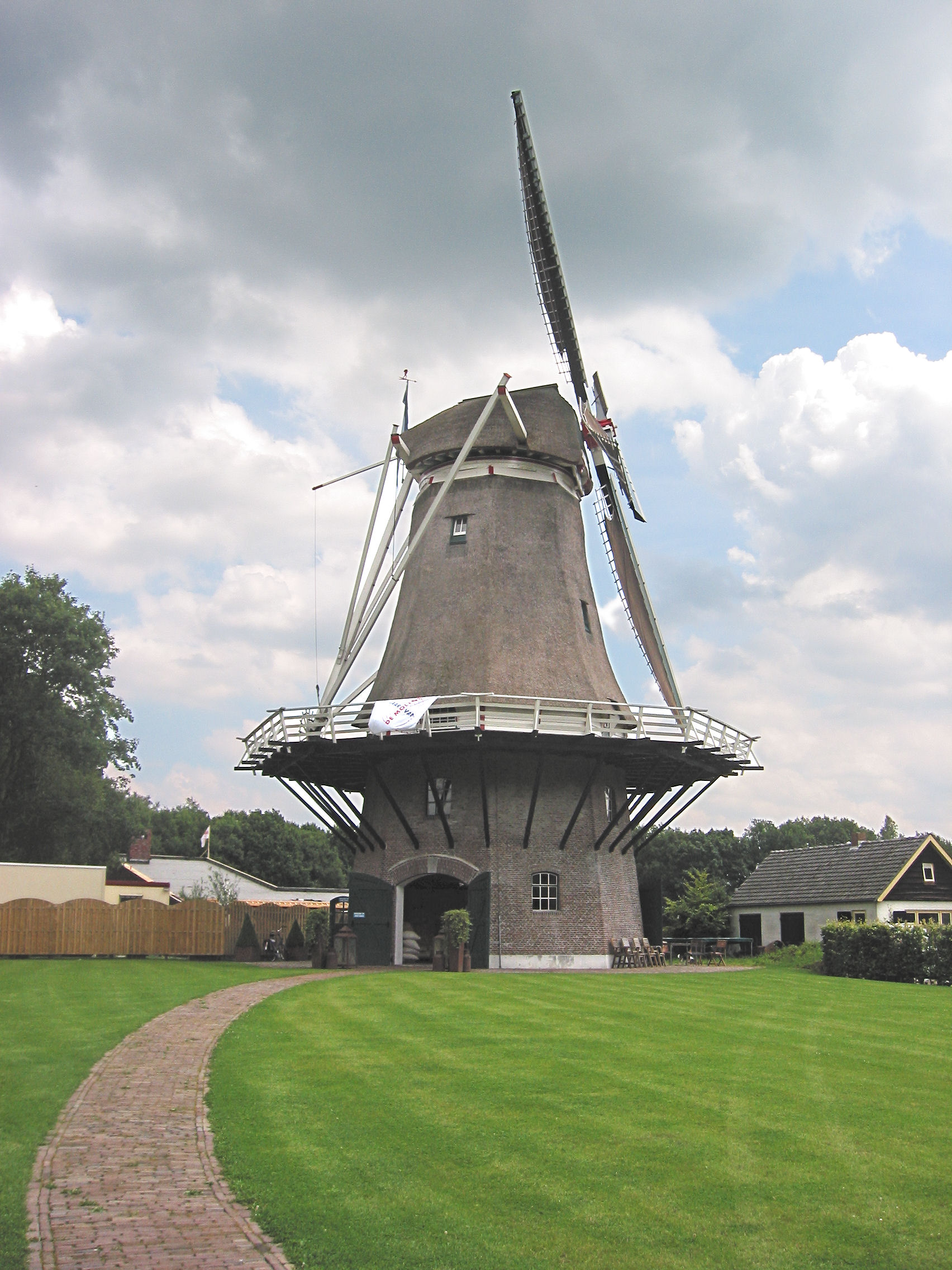
Korenmolen De Hoop
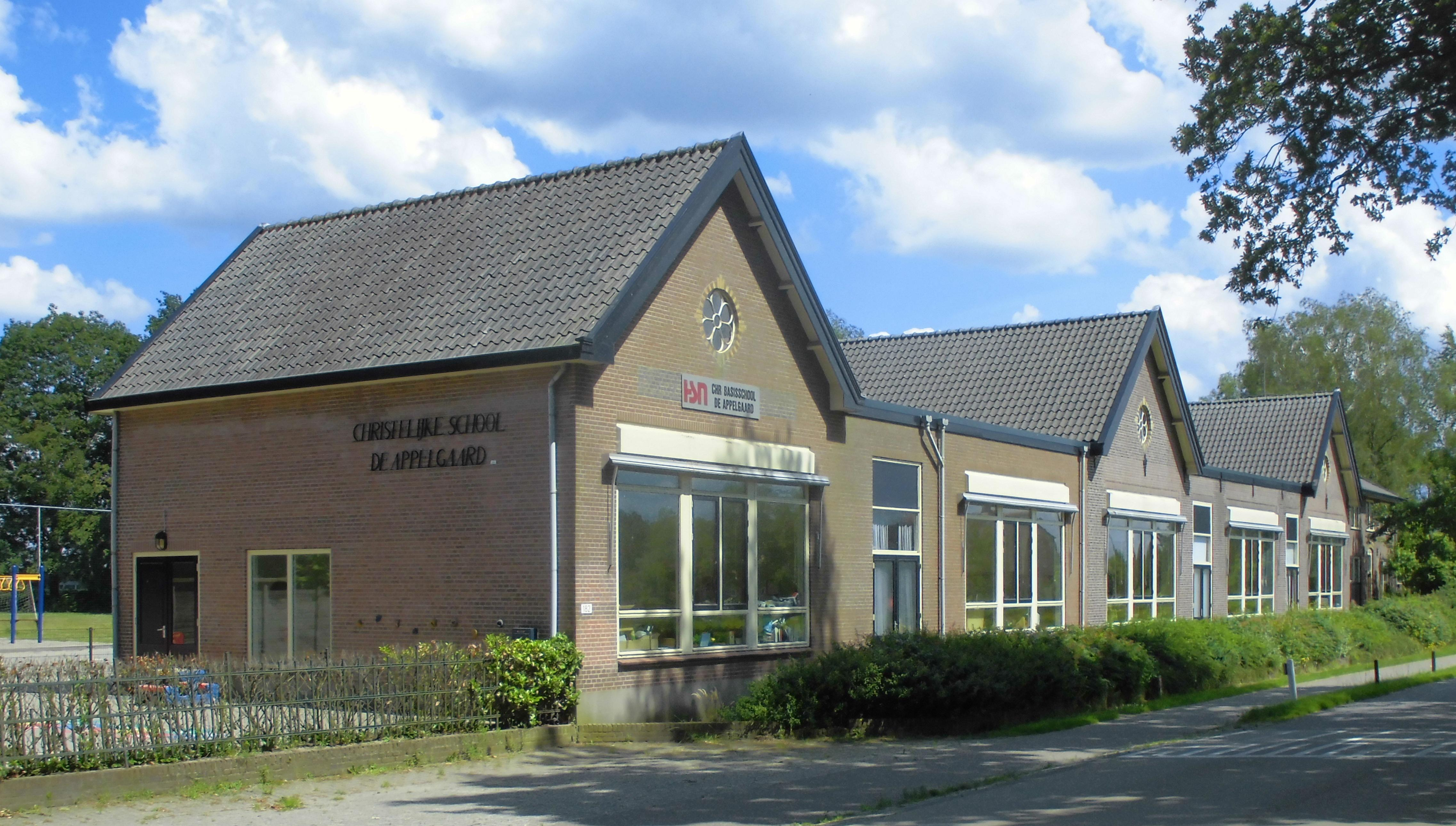
School
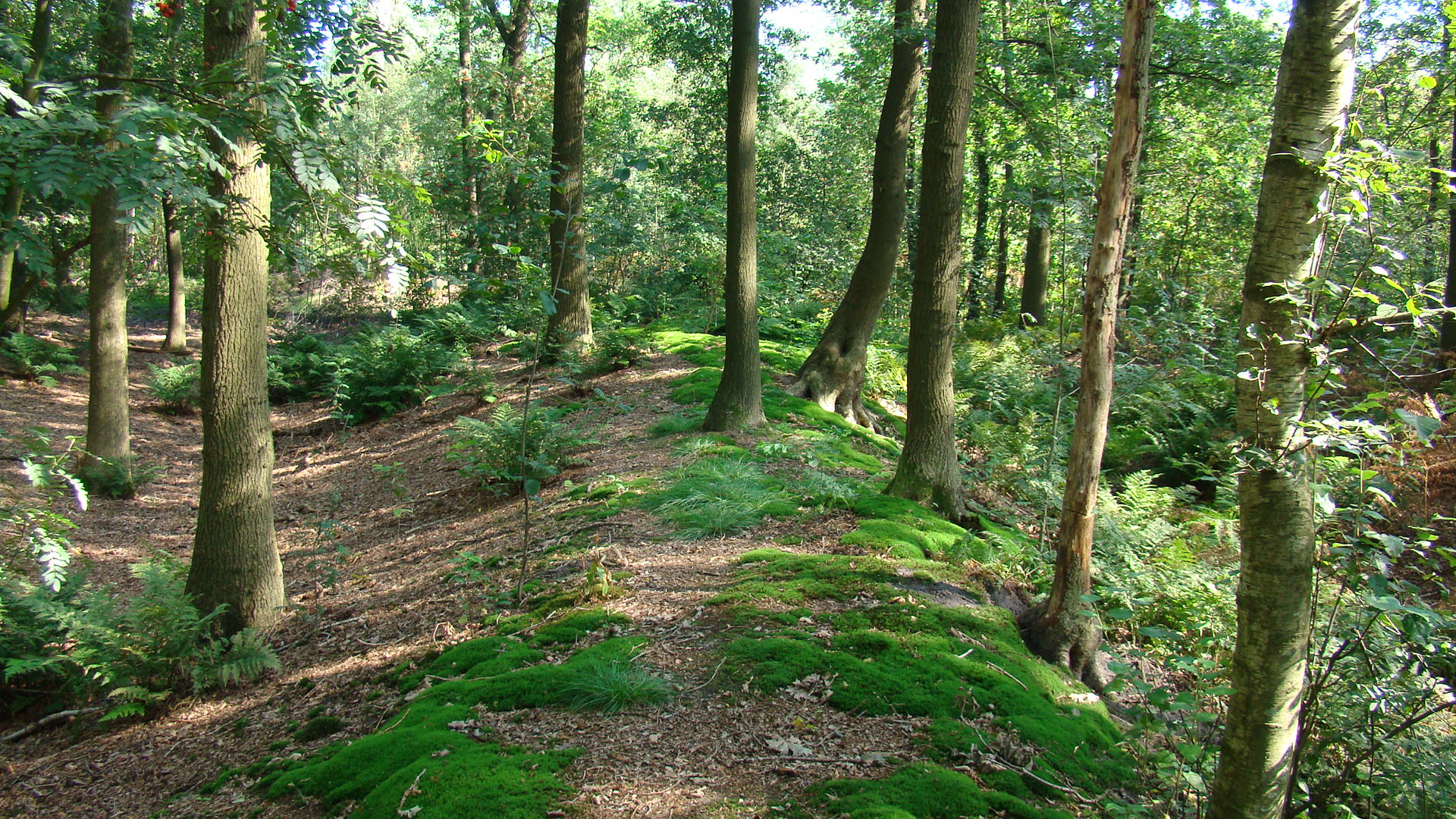
Ringwalburg
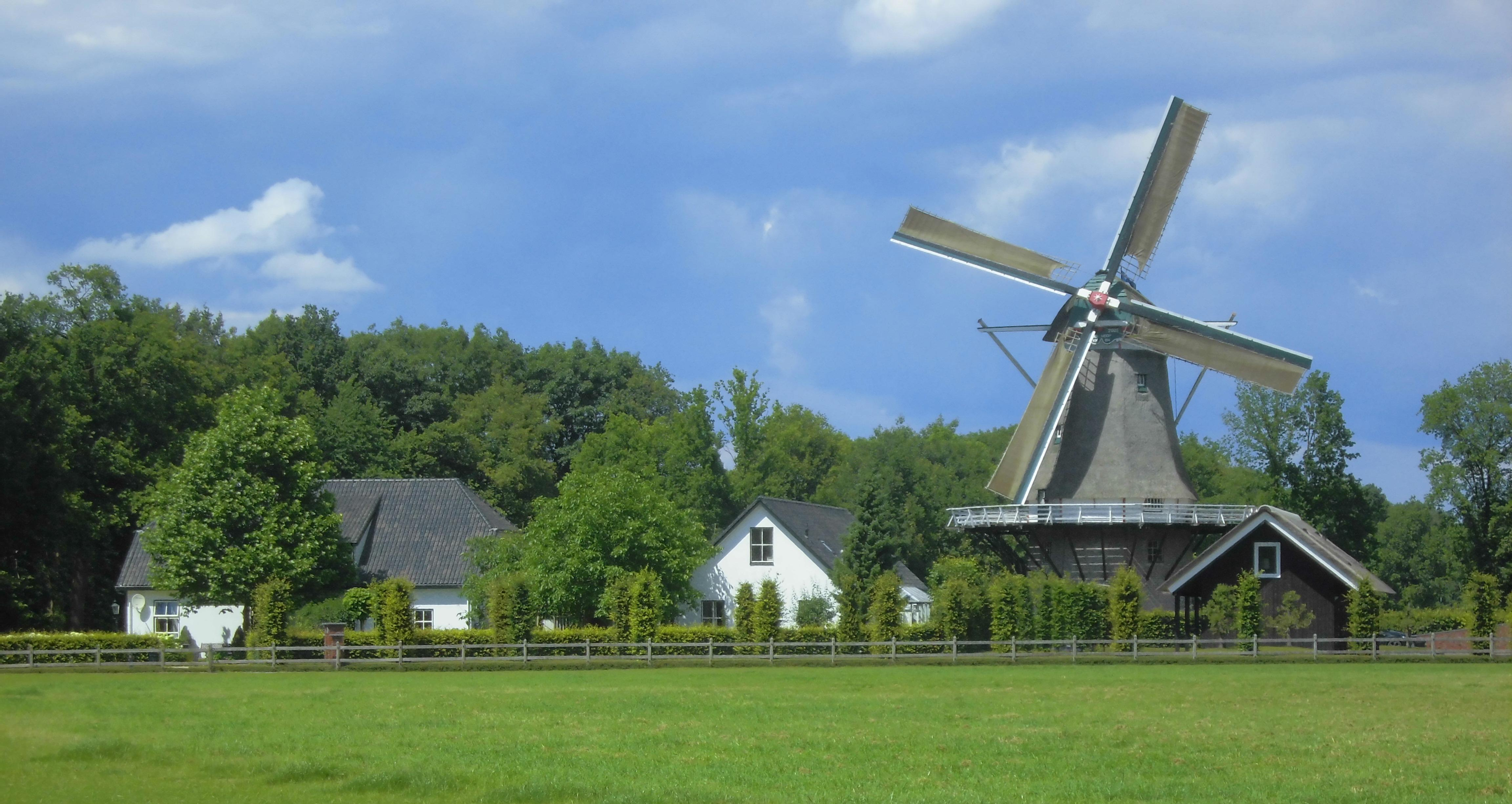
Zicht op molen en huizen

## Buurtvereniging
De meeste inwoners van de buurtschap zijn lid van de Buurtvereniging Appel-Driedorp. De vereniging heeft als doel de saamhorigheid in de buurt in stand te houden. Ze organiseert evenementen en behartigt de belangen van de buurt bij verschillende overheidsorganen. De buurtvereniging heeft een eigen lied en vlag.

## Sport en recreatie
Door de buurtschap loopt de Europese wandelroute E11, ter plaatse beter bekend als Marskramerpad. De route komt vanuit Terschuur, loopt onder andere langs De Hoop en vervolgt richting Veenhuizerveld. Het plaatselijke klompenpad heet Het Appelpad.

## Onderwijs
Onderwijs wordt in Appel gegeven op de in de streek welbekende buurtschool 'De Appelgaard'. Een kleinschalige school langs de N301. De Appelse school bestaat al in huidige vorm sinds 1906, generaties van inwoners van Appel hebben onderwijs gehad op deze school, die zich kenmerkt door zijn grote (speel)terrein en bos achter de school. Activiteiten die in Appel plaatsvinden worden hierom ook vaak gehouden op het terrein achter de school, de school functioneert vaak als een soort 'dorpshuis'. Aan het eind van de 19e eeuw heeft er aan de Appelsestraat ook een openbare school gestaan, deze hield echter kort na de oprichting van de school aan de Barneveldseweg op te bestaan. Bij de basisschool huisvest tegenwoordig ook een peuteropvang.

## Openbaar vervoer
Tot 1937 passeerde het Kippenlijntje (een lokale spoorlijn) de buurtschap. Dat jaar is de lijn ingekort tot Ede-Barneveld. Een deel van dat tracé wordt nu gebruikt voor een hoogspanningsleiding. Zie daarvoor ook Stopplaats Appel.

## Trivia
- In 2018 was de buurtschap het toneel van een landelijke reclame van het Zuid-Koreaanse elektronicaconcern Samsung.

- In 2019 won de buurtschap de editie van het tv-programma Zomer in Gelderland van Omroep Gelderland van dat jaar, en mocht zich daardoor 'De mooiste plaats van Gelderland van 2019' noemen.